# Taylor Hicks

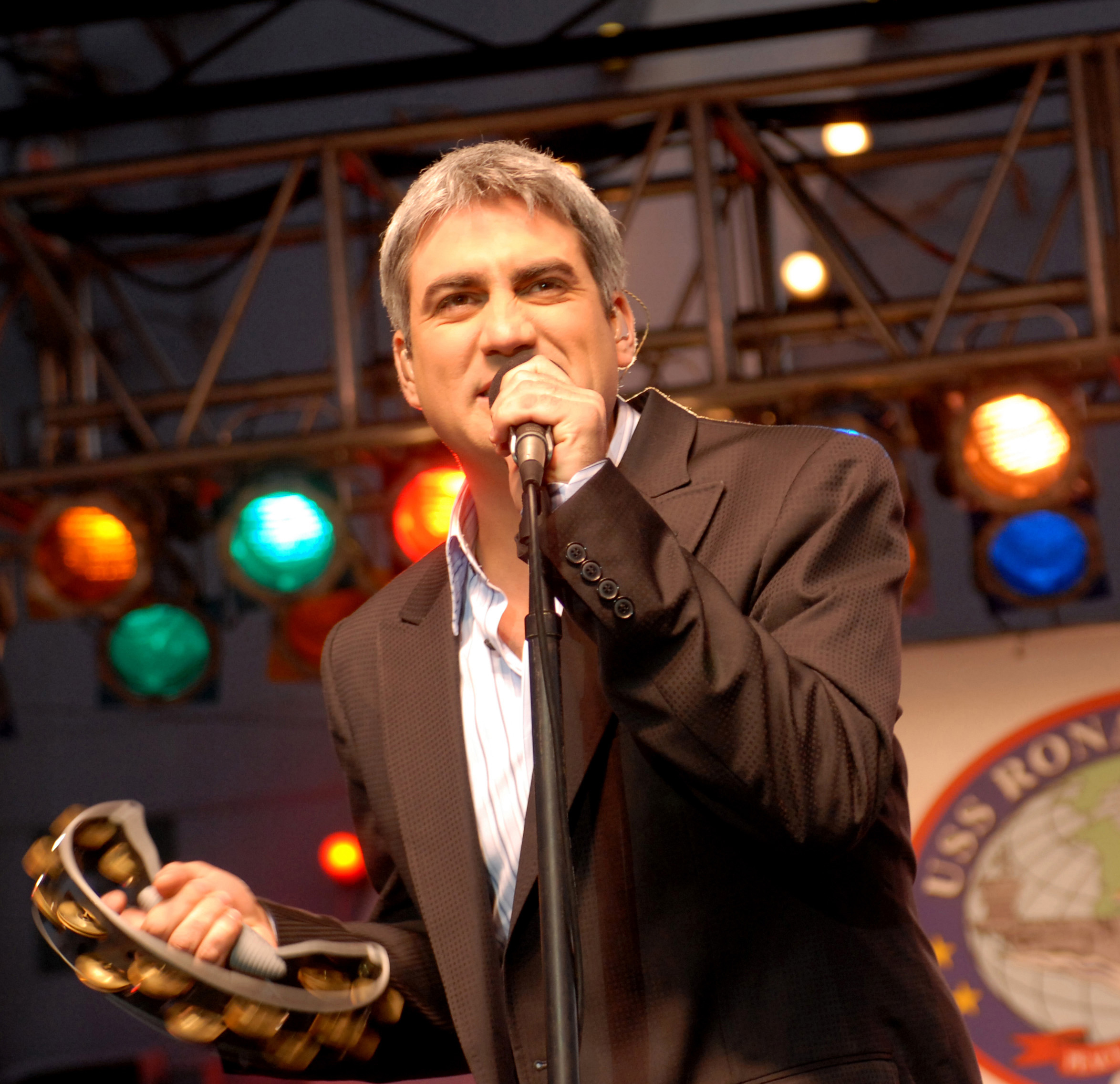
Hicks 2006

Taylor Reuben Hicks (* 7. Oktober 1976 in Birmingham, Alabama) ist ein US-amerikanischer Soulsänger, Songwriter und Musiker. Sein Durchbruch gelang ihm Anfang 2006 mit dem Gewinn der fünften Staffel der Castingshow American Idol.

## Karriere
Taylor Hicks wuchs im Bundesstaat Alabama auf und entwickelte sein musikalisches Talent ohne formale Ausbildung. Sein Interesse lag vor allem in der Soul- und R&B-Musik, besonders Ray Charles zählte zu seinen musikalischen Vorbildern. Seinen ersten Musikwettbewerb gewann er an der High School. Danach begann er ein Wirtschaftsstudium an der Auburn University, brach das Studium dann aber zugunsten einer Musikkarriere ab und ging nach Nashville.
Bereits 1997 erschien ein Livealbum mit dem Titel In Your Time. In den folgenden Jahren etablierte er sich als Livemusiker und wurde für Künstler wie James Brown und die Drive-By Truckers für das Vorprogramm engagiert. Zwischenzeitlich trat er auch mit der Band Passing Through auf. 2005 unternahm er mit seinem ersten Studioalbum Under the Radar den Versuch, ins Musikgeschäft einzusteigen. Außerdem bewarb er sich im selben Jahr um die Teilnahme an der Castingshow American Idol. Obwohl er mit 30 Jahren zu den älteren Kandidaten gehörte und eher ein untypischer Kandidat war, was durch seine vorzeitig ergrauten Haare noch verstärkt wurde, konnte er das Publikum musikalisch überzeugen und konnte den Wettbewerb gewinnen, ohne einmal ins Stechen zu müssen.
Bereits vorab erschien der Song Takin’ It to the Streets, im Original von den Doobie Brothers, mit dem Hicks in die Runde der letzten Zwölf gekommen war und das auf dem Compilation-Album der Show veröffentlicht wurde. Damit kam er erstmals in die US-Charts. Nach dem Finale wurde dann Ende Juni 2006 der offizielle Siegersong Do I Make You Proud? herausgebracht. Er verkaufte sich in der ersten Woche über 100.000 Mal und stieg auf Anhieb auf Platz 1 der amerikanischen Billboard Hot 100, hielt sich dort aber nur 1 Woche. Insgesamt war seine Single Do I Make You Proud? nur zwei Wochen in den Top 10 der Single-Charts. Zum Jahresende erschien dann das Album Taylor Hicks. Es stieg auf Platz 2 der Billboard 200 ein und erreichte in kurzer Zeit Platinstatus. Weitere Lieder schafften es nicht in die offiziellen Singlecharts, jedoch konnte er mit Just to Feel That Way und Heaven Knows zwei Lieder in den Top 20 der Adult-Contemporary-Charts platzieren.
In den folgenden Jahren war Taylor Hicks unter anderem auch als Musicaldarsteller in Grease in der Rolle des Teen Angel am Broadway und auf Tour zu sehen. Das nächste Album The Distance erschien 2009. Es erreichte Platz 58 und enthielt mit What’s Right Is Right einen weiteren Adult-Contemporary-Hit.

## Diskografie

### Alben
- 1997: In Your Time
- 2005: Under the Radar
- 2006: Taylor Hicks
- 2008: Early Works
- 2009: The Distance

### Lieder
- 2006: Takin’ It to the Streets
- 2006: Do I Make You Proud
- 2007: Just to Feel That Way
- 2007: Heaven Knows
- 2009: What’s Right Is Right
- 2009: Seven Mile Breakdown
- 2010: SOS (Save My Body, Save My Soul)